# Obin-Bericht
Der Obin-Bericht weist auf die wachsende Bedeutung des Islamismus in französischen Schulen hin. Er wurde benannt nach Jean-Pierre Obin, dem französischen Inspecteur générale de l’Éducation nationale, und trägt offiziell die Bezeichnung Les signes et manifestations d’appartenance religieuse dans les établissements scolaires. Der Bericht wurde der französischen Regierung im Juni 2004 vorgelegt und fiel in die Zeit des Gesetzes über religiöse Symbole in französischen öffentlichen Schulen, das unter anderem ein Verbot des Schleiers in französischen Schulen vorsieht. Nach dem islamistisch motivierten Mord an Samuel Paty im Oktober 2020 wurde dieser Bericht erneut regelmäßig in hauptsächlich französischen Medien zitiert. Obin hat über seine Analysen ein Buch geschrieben, das im September 2020 veröffentlicht worden ist: Comment on a laissé l’islamisme pénétrer l’école.

## Inhalt des Berichts
Der Bericht beschreibt das Phänomen des religiösen Separatismus, insbesondere unter jungen französischen Muslimen. Er weist darauf hin, dass „Erscheinungsformen der Religionszugehörigkeit, seien sie individuell oder kollektiv“, dazu neigen, „sich mit großer Geschwindigkeit und Dynamik zu vervielfältigen und zu diversifizieren“; dass sie „in manchen Vierteln […] alle Bereiche des persönlichen, familiären und sozialen Lebens betreffen“ können. Aber auch, dass die Schule „an dieser Gesamtbewegung beteiligt ist“, jenseits der „Medienemotion“, die durch die Verbreitung des islamischen Schleiers in der Öffentlichkeit hervorgerufen wird. Der Bericht enthält viele Beispiele für Fehlverhalten, die in Klassenzimmern beobachtet wurden.

## Umstrittener Säkularismus und negationistische Aussagen
In einigen Geschichts- und Geographiekursen „weigern sich einige muslimische Studenten, den Bau von Kathedralen zu studieren oder das Buch über einen byzantinischen Kirchenplan zu öffnen oder die Existenz vorislamischer Religionen in Ägypten oder den sumerischen Ursprung der Schrift zuzugeben“. Der Bericht weist auch darauf hin, dass „Säkularismus in der politischen Bildung als antireligiös angefochten wird“. „[N]egationistische Äußerungen sind häufig“, die die Shoah betreffen.
Im Mathematikunterricht weigern sich einige Schülerinnen und Schüler, „irgendein Symbol zu verwenden oder irgendeine Figur (rechter Winkel usw.) zu zeichnen, die einem Kreuz nahe oder entfernt ähnelt“. In einer Berufsmittelschule „weigern sich einige Schüler, manchmal alle, Schweinefleisch zu kochen und nicht geweihtes Fleisch zu handhaben und zu probieren“. In einer sehr bedeutenden Anzahl von Fällen „betreffen die zahlreichsten Fälle Schüler, die ihre Zugehörigkeit zur muslimischen Religion bekräftigen wollen“.
Aus territorialer Sicht weist der Bericht darauf hin, dass einige französische Bezirke „in die Hände von Glaubensvertretern und Vereinigungen gefallen sind, die sie kontrollieren“.

## Selbstzensur und Duldung des Lehrpersonals
Der Bericht stellt fest, dass „die vielleicht am weitesten verbreitete Reaktion der Lehrer die Selbstzensur ist“, die, wie es heißt, „aufgrund der mangelnden Kommunikation der Lehrer weitgehend unterschätzt“ wird. Der Bericht nennt das Beispiel von Biologiestunden über Fortpflanzung, die manchmal nicht mehr unterrichtet werden, weil sie von den Schülern als zu schamlos angesehen werden.
Überraschenderweise greifen einige Lehrer, „angesichts der Fülle von Schülerprotesten, die sich auf den Koran stützen […], auf das heilige Buch zurück, um den Unterricht zu legitimieren“. So verlassen sich einige Lehrer beim Unterricht auf Schüler, die in Koranschulen eingeschrieben sind, und benutzen sie als „Garanten der muslimischen Orthodoxie, um die Proteste anderer Schüler zu entkräften“. In einem anderen Beispiel heißt es in dem Bericht, dass einige Lehrer den Koran direkt verwenden: „Der Höhepunkt des Problems ist wahrscheinlich erreicht, wenn dieser Lehrer mit dem Koran auf seinem Schreibtisch unterrichtet […] und ihn benutzt, sobald es zu Streitigkeiten kommt. Man kann dann von einer wahren Theologisierung der Pädagogik sprechen“.

## Belege
1. ↑  Jean-Pierre Obin: Comment on a laissé l’islamisme pénétrer l’école. Hermann, 2020, ISBN 979-1-03700379-9 (google.de [abgerufen am 18. Februar 2021]).
2. 1 2  Repli identitaire dans les écoles: qu’y avait-il dans le rapport Obin de 2004? Abgerufen am 29. Oktober 2020 (französisch).
3. ↑  Jean-Paul Brighelli: Brighelli – Le projet Aladin : les Lumières contre l’extrémisme. 8. März 2017, abgerufen am 29. Oktober 2020 (französisch).
4. 1 2  Céline Pina: Céline Pina: «Une note pointe le communautarisme à l’école... quel scoop !» 10. Oktober 2018, abgerufen am 29. Oktober 2020 (französisch).
5. ↑  L’inquiétude des spécialistes face à l’antisémitisme en France. In: Le Monde.fr. 25. Oktober 2016 (lemonde.fr [abgerufen am 29. Oktober 2020]).
6. ↑  Intolérable antisémitisme! In: Le Monde.fr. 19. September 2012 (lemonde.fr [abgerufen am 29. Oktober 2020]).
7. 1 2  Marie-Estelle Pech: À l’école, les conflits liés à la religion s’étendraient. 22. Februar 2018, abgerufen am 29. Oktober 2020 (französisch).
8. 1 2  Laïcité à l’école : les enseignants en première ligne. In: Le Monde.fr. 12. Juni 2018 (lemonde.fr [abgerufen am 29. Oktober 2020]).
9. ↑  Le Point magazine: Laïcité : ce que l’école ne veut pas savoir. 27. August 2020, abgerufen am 29. Oktober 2020 (französisch).
10. ↑  Laïcité: "Les enseignants sont démunis". 9. Oktober 2013, abgerufen am 29. Oktober 2020 (französisch).
11. ↑  Compliqué d’enseigner la Shoah quand on trouve n’importe quoi sur le net. Abgerufen am 29. Oktober 2020 (französisch).
12. ↑  Jean-Pierre Obin: LES SIGNES ET MANIFESTATIONS D’APPARTENANCE RELIGIEUSE DANS LES ETABLISSEMENTS SCOLAIRES. Hrsg.: Ministère de l’éducation nationale, de l’enseignement supérieur et de la recherche Inspection générale de l’éducation nationale Groupe Etablissements et vie scolaire. Juni 2004, S. 38 (gouv.fr [PDF]).